# Sambyggare
Sambyggare, monoik eller enbyggare, kallas växter med enkönade han- och honblommor som förekommer på samma individ. Sitter de däremot på olika individer kallas växten för tvåbyggare eller dioik. (Växter som har hermafroditiska blommor kallas samkönade.)
Ungefär 5 % av blomväxterna är sambyggare Särskilt vindpollinerade blomväxter är ofta sambyggare, exempelvis björk, hassel och halvgräs. Begonior är ett exempel på icke vindpollinerande sambyggare. Termen används även utanför blomväxterna för att beteckna att han- och honorgan finns på samma individ och många barrväxter kallas därför sambyggare, som gran och tall.

## Växter med både enkönade blommor och tvåkönade blommor
Växter som har både enkönade och tvåkönade blommor kallas mångbyggare.
Växter som har dels honliga och dels tvåkönade blommor är till exempel prästkrage och jordreva. En sådan växt  kallas gynomonoik om blommorna förekommer på samma planta (ungefär 3 % av blomväxterna, särskilt inom familjen korgblommiga växter) eller gynodioik om tvåkönade och honblommor finns på olika plantor (ungefär 7 % av blomväxterna, exempelvis inom läppblommiga växter, smällglim).
Växter som har dels hanliga och dels tvåkönade blommor är till exempel hundkex och kvanne. En sådan växt kallas andromonoik om blommorna förekommer på samma planta (ungefär 2 % av blomväxterna, mest inom familjen flockblommiga växter) eller androdioik om tvåkönade och hanblommor finns på olika plantor (mindre än 1 % av blomväxterna, exempelvis grenbingel)..
Det finns även växter som har såväl han-, hon- som tvåkönade blommor på samma individ. Dessa kallas polygama, androgynomonoika eller trimonoika. Ett exempel är ask. En växt som har såväl hanplantor (androika), honplantor (gynoika) som tvåkönade plantor kallas trioik. Ett exempel på en växt som har trioika populationer är svartvide.

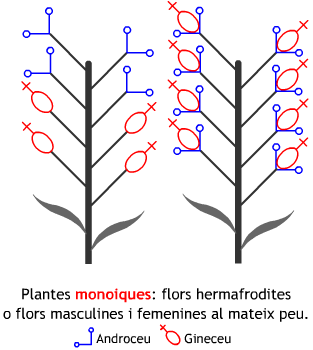
Samkönade växter: En sambyggare med enkönade blommor till vänster och en hermafroditisk växt med tvåkönade blommor till höger.
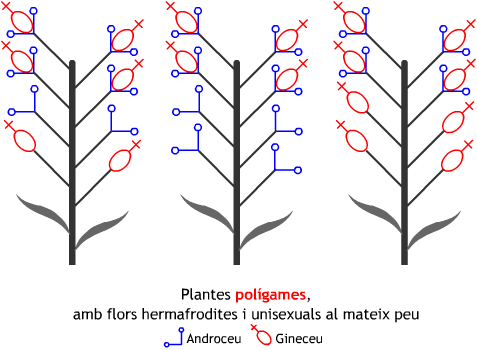
Samkönade växter:Från vänster till höger: Trimonoik (polygam), andromonoik och gynomonoik växt.
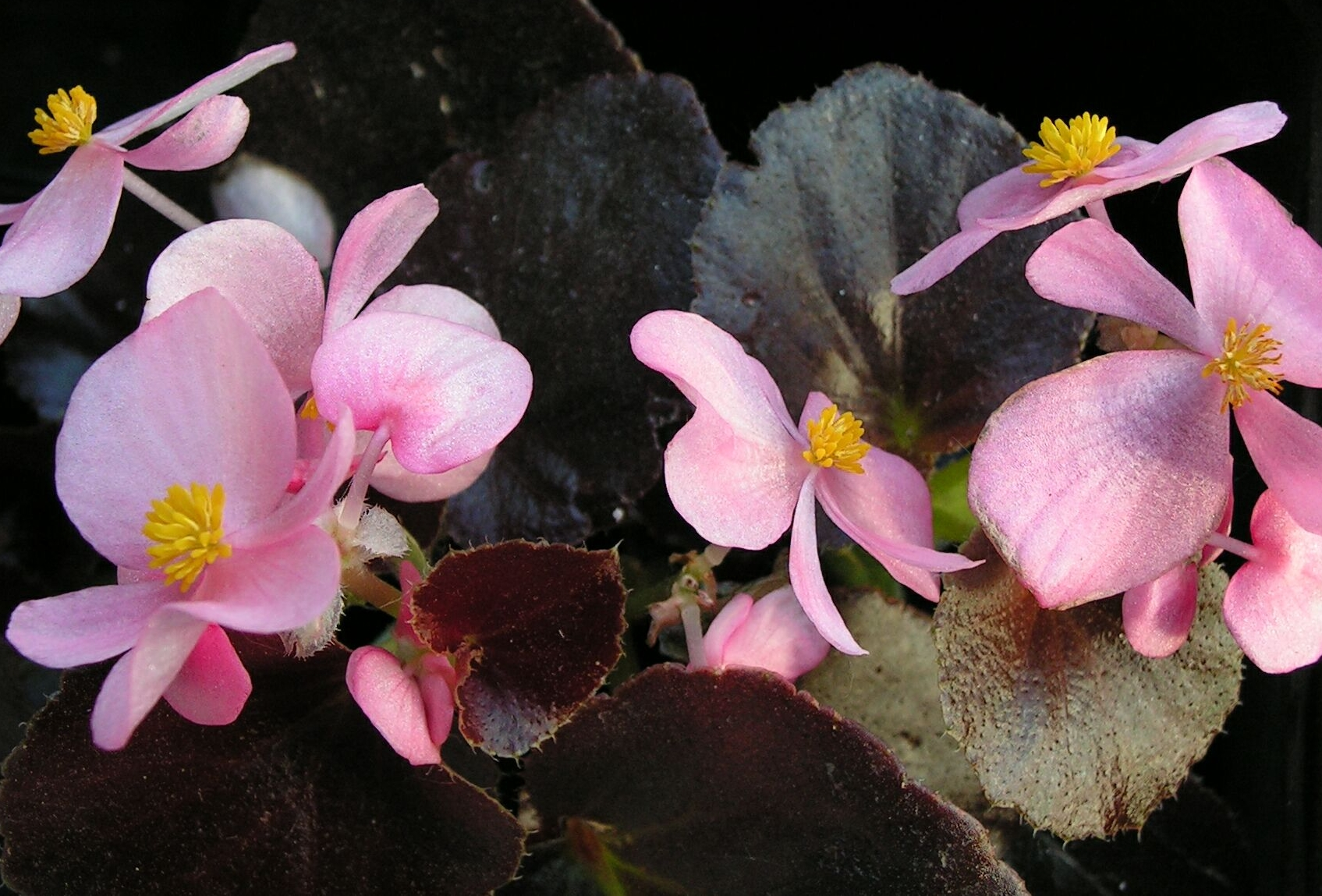
Begonia hanliga blommor med bara ståndare.
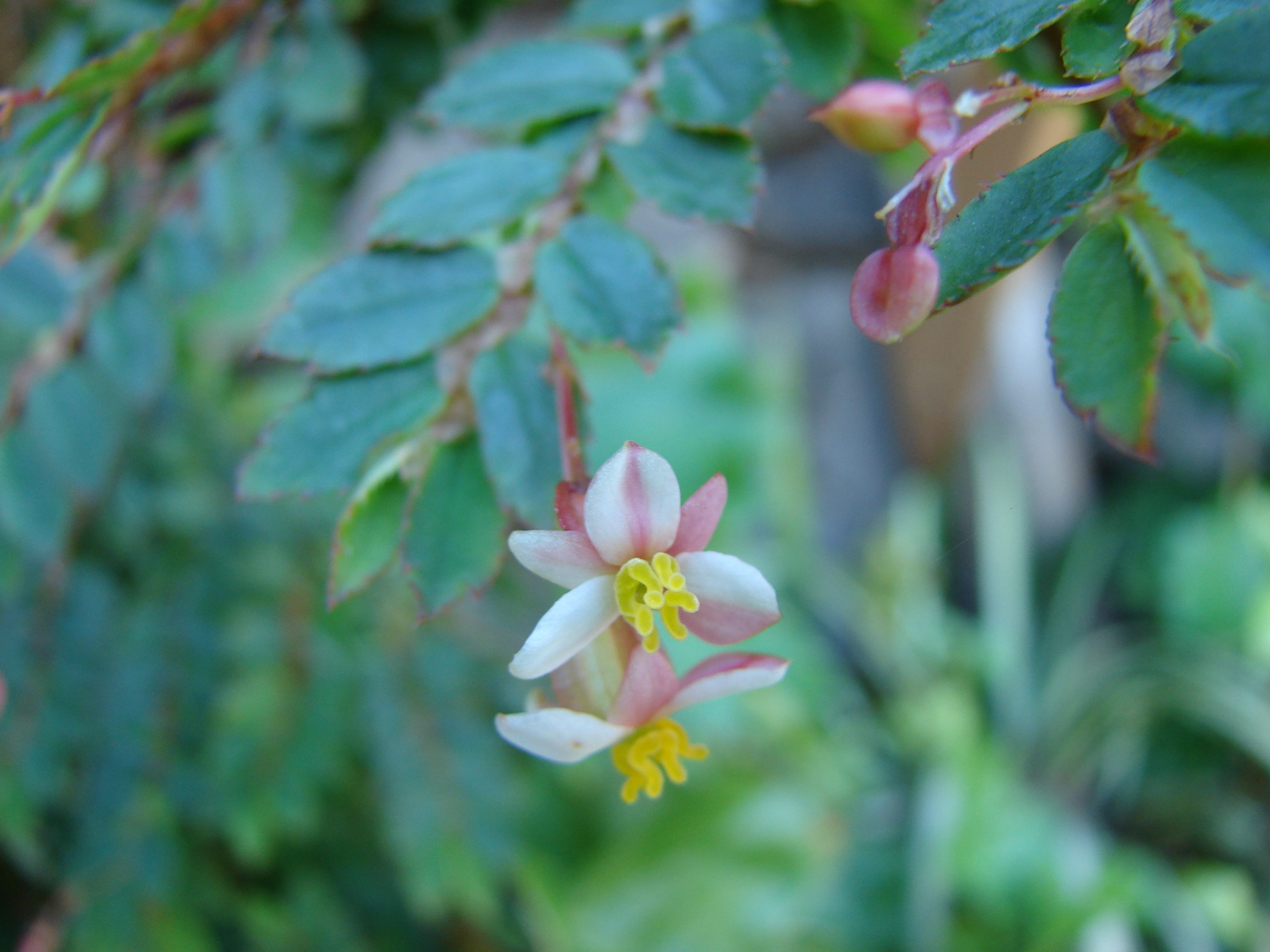
Begonia foliosa honliga blommor med bara pistill.
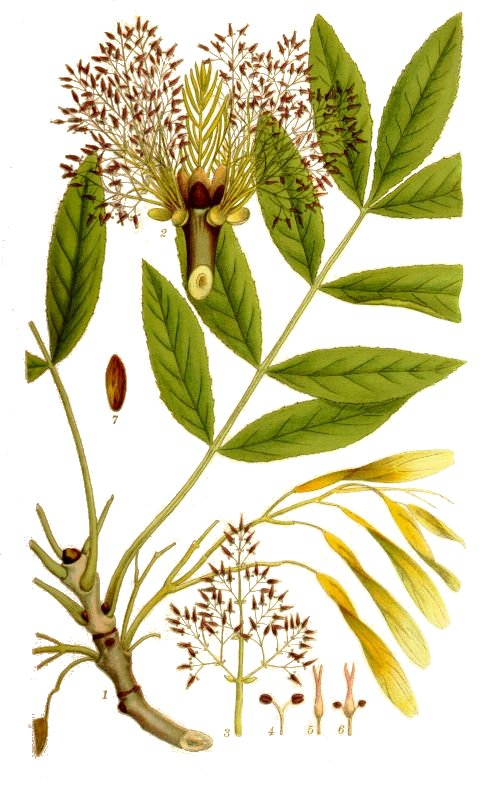
Ask med tre slags blommor, vindpollinerade.

## Begreppens historik
Linné hade fyra grundindelningar av fröväxterna i sitt sexualsystem:
- Med samkönade blommor: Klasserna 1-20
- Sambyggare: Klass 21. Monoecia
- Tvåbyggare: Klass 22. Dioecia
- Mångbyggare: Klass 23. Polygamia

1877 byggde Charles Darwin på med begreppen andromonoik, androdioik, gynomonoik och gynodioik, konstaterade att klassificeringen är artificiell och att begreppen glider in i varandra. Därefter har många nya termer myntats medan andra omdefinierats.